# Uno Svensson
Uno Svensson (* 1929 in Ronneby, Schweden; † 2012) war ein schwedischer Künstler.
Svensson studierte von 1950 bis 1955 an der Kunstschule in Malmö. Seine erste Einzelausstellung fand 1957 in der Galerie Colibri in Malmö statt. Seitdem hatte er mehrere Einzel- und Gruppenausstellungen in über 20 Ländern, unter anderem in der Königlichen Akademie der Künste in Stockholm, im Moderna Museet Malmö, im Centre Culturel Suédois Paris, in der Kunsthalle Lund, im Ronneby Kulturzentrum und in der Group 2 Galerie in Brüssel. Er erhielt ein Stipendium an der Cité Internationale des Arts Paris (1972–1975). Er ist nominiertes Mitglied der Europäischen Akademie, Paris.
Seine Arbeiten sind unter anderen in den Sammlungen des Moderna Museet Stockholm, des Schwedischen Nationalmuseums in Stockholm und der Bibliothèque nationale de France in Paris vertreten.
1993 wurde in Ronneby die Uno Svensson Gesellschaft mit dem Ziel der Verbreitung seines Werkes gegründet. 1998 wurde die permanente Sammlung im Kulturzentrum Ronneby der Öffentlichkeit zugänglich gemacht.